# Холандски Антили на Летњим олимпијским играма 2008.
Холандски Антили на Летњим олимпијским играма учествују тринаести пут. На Олимпијским играма 2008., у Пекингу, у Кини учествовали су са три учесника (три мушкараца), који су се такмичили у три индивидуална спорта.
Заставу Холандских Антила на свечаном отварању Олимпијских игара 2008. носио је атлетичар Чуранди Мартина.

## Спортисти Холандских Антила по дисциплинама

### Атлетика

#### Мушкарци
| Атлетичар       | Дисциплина | Група    | Група | Четвртфинале | Четвртфинале | Полуфинале | Полуфинале | Финале   | Финале |
| Атлетичар       | Дисциплина | Резултат | Место | Резултат     | Место        | Резултат   | Место      | Резултат | Место  |
| --------------- | ---------- | -------- | ----- | ------------ | ------------ | ---------- | ---------- | -------- | ------ |
| Чуранди Мартина | 100 м      | 10.35    | 24    | 9.99         | 2            | 9.94       | 4          | 9.93     | 4      |
| Чуранди Мартина | 200 м      | 20.78    | 23    | 20.42        | 10           | 20.11 НР   | 2          | 19.82    |        |

- НР = национални рекорд

### Пливање

#### Мушкарци
| Пливач         | Дисциплина    | Група | Група   | Полуфинале           | Полуфинале           | Финале               | Финале  | Детаљи |
| Пливач         | Дисциплина    | Време | Пласман | Време                | Пласман              | Време                | Пласман | Детаљи |
| -------------- | ------------- | ----- | ------- | -------------------- | -------------------- | -------------------- | ------- | ------ |
| Родион Давелар | 50 м слободно | 24.21 | 2       | Није се квалификовао | Није се квалификовао | Није се квалификовао | 57      |        |

### Стрељаштво

#### Мушкарци
| Стрелац      | Дисциплина  | Квалификације | Квалификације | Финале               | Финале               | Плаасман | Детаљи |
| Стрелац      | Дисциплина  | Резултат      | Пласман       | Резултат             | Укупно               | Плаасман | Детаљи |
| ------------ | ----------- | ------------- | ------------- | -------------------- | -------------------- | -------- | ------ |
| Филип Елхаге | Пиштољ 10 м | 566           | 46.           | Није се квалификовао | Није се квалификовао | 45.      |        |